# Paisatgisme visionari

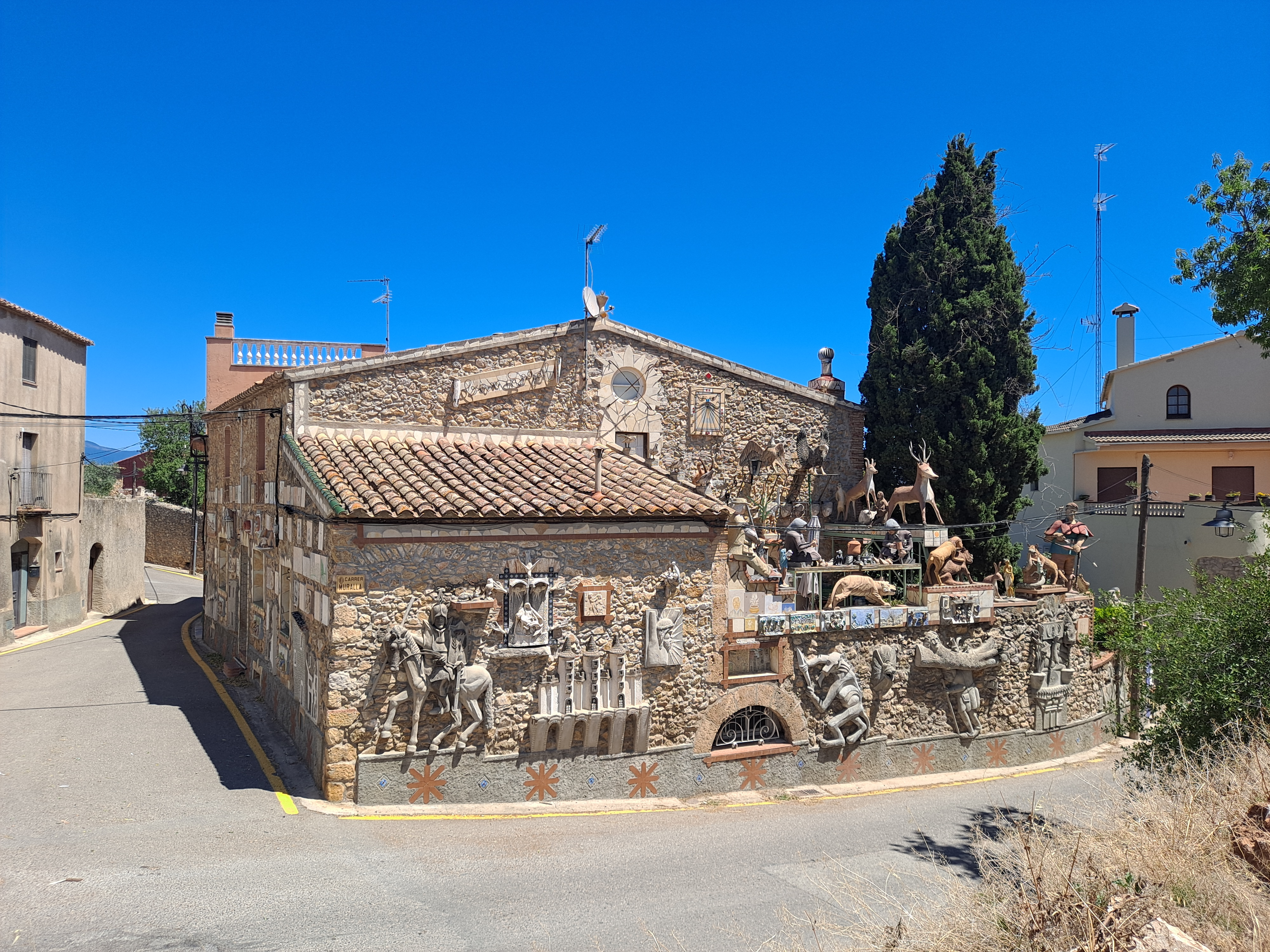
Can Segal, a Llers, exemple destacat de paisatgisme visionari a Catalunya

Paisatgisme visionari és la denominació que es dona a aquelles intervencions fetes a l'aire lliure i a gran escala per creadors que normalment són autodidactes o solitaris i que tracten de projectar les seves vivències personals construint mons de fantasia al marge dels plantejaments artístics establerts. El paisatgisme visionari és una de les formes més característiques de l'art brut. També es pot relacionar amb l'art natura. Dona lloc a construccions, jardins, escultures, laberints, etc. en general d'un acusat to naïf. Densitat, acumulació i reciclatge de materials són també característiques bastant comunes del paisatgisme visionari. També s'ha de tenir en compte que molt sovint les obres de paisatgisme visionari són de caràcter efimer, ja que pel seu caràcter espontani acaben topant amb les normatives.
Les obres d'Antoni Gaudí són una referència habitual de molts paisatgistes visionaris. Una de les obres precursores del gènere és el Palau ideal de Ferdinand Cheval, una mena de castell aixecat a la localitat francesa de Châteauneuf-de-Galaure. Les Torres Watts (també anomenades Nuestro Pueblo), a Los Angeles, obra de Simon Rodia, en són també una expressió precursora.
La Maison Picassiete de Chartres el jardi de La Fabuloserie d'Alain Bourbonnais o el l jardí de Rosa Mir, a Lió, serien uns altres exemples remarcables. El jardí lionès va ser realitzat entre 1957 i 1983 per Jules Senlis, nascut a Burjasot i exiliat a Lió, que el va dedicar a la seva mare.
A Londres destaca la House of Dreams de l'artista i dissenyador Stephen Wright, una obra en procés des de 1998, quan Wright va descobrir l'art brut arran d'una sèrie de programes de televisió.
A Catalunya es poden esmentar, entre diversos exemples, el popular Laberint d'Argelaguer construït per Josep Pujiula i Vila i també el laberint màgic de Rocaviva, que es troba a Músser (Alt Urgell) i és obra de Climent Olm Campí. Al nucli de Llers (Alt Empordà) s'hi troba Can Segal, amb un conjunt d'escultures i relleus obra de Josep Giralt.
Al País Valencià cal esmentar l'anomenat Jardí de Peter que es troba a La Pobla de Benifassà i és obra de l'artista Peter Buch
A les Illes, destaca la casa de l'escultor Mateu Soler, que es troba prop de Ciutadella de Menorca, a la carretera de Santandria
A Espanya s'esmenta sovint com a exemple destacat la intervenció pictòrica de Maria Angeles Fernandez Cuesta "La Pinturitas" a les parets d'un edifici abandonat que es troba a Arguedas (Navarra) Són igualment remarcables la "Catedral" de Mejorada del Campo, obra de Justo Gallego, o la Casa Museu de Salaguti, a Sasamón, ertre d'altres
Alguns artistes consolidats també han generat obres de característiques properes al paisatgisme visionari, tals com el Jardí del Tarot de Niki de Saint Phalle, que es troba en una localitat de la Toscana o el Bosc de Can Ginebreda, obra de l'artista Xicu Cabanyes a Porqueres. També pot ser esmentat el Bosc de les Creus, que l'artista Marc Sellarès va plantar a la muntanya de Montserrat (terme de El Bruc) entre 2015 i 2016 en record del gran incendi forestal de l'any 2015.
D'altres artistes, seguint la petja del Merzbau de Kurt Schwitters, van fer dels seus habitatges espais acumulatius carregats de memòria, tals com Joan Vilacasas o Joan Brossa.